# Toxorhina brevirama
Toxorhina brevirama är en tvåvingeart som beskrevs av Alexander 1953. Toxorhina brevirama ingår i släktet Toxorhina och familjen småharkrankar. Inga underarter finns listade i Catalogue of Life.